# I cancelli del cielo
I cancelli del cielo (Heaven's Gate) è un film del 1980 scritto e diretto da Michael Cimino. È un western epico liberamente ispirato alla guerra della Contea di Johnson, e ritrae una disputa fittizia tra i proprietari terrieri e gli immigrati europei nel Wyoming nel 1890. Il film ha come protagonisti Kris Kristofferson, Christopher Walken, John Hurt, Sam Waterston, Brad Dourif, Isabelle Huppert, Joseph Cotten e Jeff Bridges.
Vi furono grandi battute d'arresto nella produzione del film a causa del superamento di costi e tempo, pubblicità negativa e voci circa il presunto stile registico prepotente di Cimino.
All'uscita ricevette recensioni negative e incassò meno di tre milioni di dollari in patria (a fronte di un budget stimato di 44 milioni), avvicinando al collasso la società di distribuzione, la United Artists, e distruggendo effettivamente la reputazione di Cimino, in precedenza uno dei registi in ascesa di Hollywood grazie al suo celebre film del 1978 Il cacciatore, che aveva vinto cinque Premi Oscar 1979.
Cimino aveva una visione costosa e ambiziosa per il film e si spinse a usare quasi sei volte il budget previsto. I problemi finanziari del film e il conseguente trasferimento della United Artists portarono a un allontanamento dalla filosofia della Nuova Hollywood a favore di un maggior controllo delle case di produzione sui film.
Col passare del tempo, un certo numero di valutazioni sono diventate più sfumate e, in alcuni casi, più positive, e Alberto Barbera ha descritto I cancelli del cielo come un "capolavoro moderno", il cui rimontaggio dopo l'insuccesso delle proiezioni per la stampa sarebbe stato "una delle più grandi ingiustizie della storia del cinema".

## Trama

### Prologo
Nel 1870 i giovani James Averill e William C. Irvine si laureano presso l'Università di Harvard. Il reverendo parla ai laureati dell'associazione della "mente colta con quella incolta" e dell'importanza dell'educazione. Irvine, brillante ma ovviamente ubriaco, lo segue con le sue opinioni opposte e irriverenti. Si tiene quindi una celebrazione, al termine della quale gli studenti maschi si riuniscono nel cortile dell'università e fanno una serenata alle donne presenti durante la cerimonia fra cui la fidanzata di Averill. In seguito gli stessi studenti si azzuffano apparentemente senza motivo (nella versione del film extra) e Averill difende Irvine durante la scazzottata. Terminata questa tornano a festeggiare.

### Wyoming
Vent'anni dopo, Averill sta attraversando in treno la città in piena espansione di Casper (Wyoming) sulla sua strada a nord della Contea di Johnson dove ora è uno sceriffo federale. Arrivato a destinazione viene accolto dal capostazione Cully, un immigrato irlandese, che lo informa che i poveri immigrati europei appena arrivati nella regione, specialmente bielorussi, ungheresi, ucraini e polacchi (ma non mancano greci ortodossi e persone provenienti dai Balcani) sono in conflitto con i ricchi, affermati baroni del bestiame organizzati nella Wyoming Stock Growers Association; a causa delle condizioni di estrema povertà, i nuovi arrivati a volte rubano il bestiame per necessità. Ciò ha spinto l'associazione ad assoldare dei pistoleri che possano fare da "vigilanti" a questi presunti ladri, ed ucciderli se necessario. Tra i guardiani spicca il pistolero Nathan D. Champion –un amico-rivale di Averill–, introdotto nel film mentre assassina brutalmente il colono Michael Kovach sotto gli occhi della moglie di quest'ultimo.
Preoccupato per la situazione, Averill decide di fare visita all'associazione, che nel frattempo tiene una riunione formale capeggiata dall'infido capo, Frank Canton. Quest'ultimo informa i membri (tra di essi è presente un ubriaco e disilluso Irvine) del piano di compilare una lista nera al fine di eliminare 125 coloni, in quanto "ladri e anarchici". Per farlo, verrà assoldato un gruppo di mercenari comandati dal feroce e crudele Maggiore Wolcott. Irvine è l'unico dell'associazione che si oppone al genocidio, ma non viene ascoltato. Defilatosi dalla riunione, Irvine si imbatte in Averill e lo informa del piano di Canton. Furioso, Averill affronta apertamente quest'ultimo e i membri dell'Associazione, intimandogli di stare lontani dalla sua contea. Canton e Averill si scontrano.
Alla contea, Averill informa l'imprenditore locale John L. Bridges del piano dell'associazione e va a trovare Ella Watson, tenutaria del bordello che accetta bestiame rubato come pagamento per l'uso delle sue prostitute, la quale è infatuata sia di lui che di Champion. Averill, innamorato di lei, la avverte dell'imminente guerra e cerca di convincerla ad abbandonare la contea e trasferirsi altrove con lui, ma lei rifiuta. Durante una festa paesana tenuta in una enorme pista di pattinaggio chiamata Heaven's Gate, costruita da Bridges, Averill ed Ella pattinano in mezzo alla folla, e poi ballano da soli, consapevoli che stanno vivendo l'ultimo momento di gioia e serenità prima della guerra.
Pochi giorni dopo Averill si mette in contatto con il capitano dell'esercito Frank Minardi per cercare di avvisarlo dell'imminente strage. Minardi gli rivela di esserne a conoscenza, ma che gli è stato dato l'ordine di non interferire. Egli tuttavia decide di passare ad Averill una copia della lista nera dell'associazione, scoprendo con orrore che tra i nomi c'è anche quello di Ella. Furioso, egli si reca da Champion e lo prende a pugni, accusandolo di essere a conoscenza di tutto ciò e di non aver voluto dire nulla ad Ella.
All'Heaven's Gate, lo sceriffo raduna tutta la contea e legge i nomi ad alta voce ai coloni, che cadono in preda allo sconforto terrorizzati.
Nel frattempo Cully vede il treno con i sicari assoldati da Canton in direzione nord e cavalca per avvertire i coloni, ma viene raggiunto dagli uomini di Wolcott e ucciso prima di portare a termine il suo obiettivo. Più tardi, tre di questi mercenari, Jake, Morrison e Arapaho Brown, si recano al bordello di Ella e, dopo aver brutalmente ucciso tutte le prostitute, la violentano. Averill arriva sul posto e apre il fuoco su di loro, uccidendo Jake e Brown, mentre Morrison riesce a fuggire. Champion, rendendosi conto che i suoi capi vogliono uccidere Ella, va al campo di Canton e spara in testa all'ultimo stupratore sopravvissuto davanti a Canton, al sempre ubriaco Irvine e al Maggiore Wolcott, che non intervengono per evidente paura, nonostante siano armati. Champion prende le distanze da Canton e i suoi uomini esprimendogli il suo disprezzo, e nonostante le minacce velate di Canton si rifiuta di partecipare al massacro e lascia il campo.
Canton e i suoi uomini vanno allora alla capanna dove Champion vive assieme ai suoi due amici Nick e Fred, e danno luogo a uno scontro a fuoco. Nel tentativo di salvare Champion, Ella arriva col suo carro e spara a uno dei mercenari, prima di fuggire a cavallo. Nick e Fred vengono uccisi nello scontro e i mercenari incendiano la capanna con dentro Champion. Rimasto solo, il giovane pistolero scrive in fretta e furia una lettera di addio a Ella e ad Averill, documentando quelli che potrebbero essere i suoi ultimi minuti di vita, e poi corre fuori dalla capanna in fiamme sparando all'impazzata e portandosi dietro una panca da usare come scudo per i proiettili. Tuttavia la sua azione risulterà vana: Champion morirà crivellato dai colpi dei mercenari.
Ella raggiunge i coloni, radunatisi in un altro grande, caotico raduno nell'Heaven's Gate, e li avverte dell'arrivo dei mercenari. Gli agitati coloni discutono animatamente sul da farsi: l sindaco della contea, Charlie Lezak, al fine di sopravvivere, propone di consegnare i listati ai mercenari, ma il giovane farmacista Eggleston convince tutti che l'unica soluzione è quella di imbracciare le armi e combattere i nemici. In mezzo alla confusione, Lezak cerca invano di far ragionare i compaesani, ma la Vedova di Kovach, il colono ucciso all'inizio da Champion, gli spara in faccia una fucilata, ferendolo gravemente e decretando definitivamente la decisione di affrontare l'esercito dell'associazione.
I coloni, armati non solo di fucili e pistole, ma anche di rabbia e disperazione, montano sui loro cavalli e i loro calesse e partono alla carica guidati da Bridges, Eggleston e Ella. Essi raggiungono la banda di mercenari guidati da Wolcott e Canton in una vallata, li circondano e danno vita ad una cruenta e disperata battaglia, dove molti di loro vengono uccisi a causa della loro impulsività ed inesperienza. Canton, nella sua codardia, fugge dalla scena con l'intenzione di andare a chiamare i rinforzi. Durante lo scontro perderà la vita anche Irvine, colpito da un proiettile vagante sparato da Ella. A causa delle numerose perdite, i coloni battono in ritirata. Durante la disordinata fuga, il calesse di Eggleston cade nel fiume con dentro la sua famiglia, che morirà annegata sotto i suoi occhi.
Al termine dello scontro, Ella torna alla capanna carbonizzata di Champion e scopre il suo cadavere. Averill la raggiunge e, dopo aver letto la lettera scritta da Champion, decide di unirsi alla lotta, organizzando rudimentali macchine d'assedio e cariche esplosive. Il giorno dopo ha luogo l'attacco contro gli uomini di Wolcott e le loro fortificazioni di fortuna. La battaglia è ancora più furiosa e disperata: nonostante ancora una volta molti coloni vengono uccisi (tra essi Eggleston, colpito in testa da un proiettile vagante), l'ingegno di Averill permette loro di avvantaggiarsi e di eliminare un gran numero di mercenari. Wolcott, vedendosi perduto tenta di fuggire a cavallo, ma Averill riesce a disarcionarlo colpendo il destriero con un candelotto di dinamite, per poi finire il maggiore a colpi di pistola. 
Proprio quando la lotta sembra ormai giunta al termine, sulla scena irrompe l'esercito americano, guidato da Canton e Minardi. Quest'ultimo dice ai coloni che i mercenari sono in arresto, e che per i coloni non è più necessario lottare. Averill tuttavia si rende conto che il presunto arresto è solo una farsa per salvare la vita ai mercenari rimasti, ma sotto la minaccia di esecuzione per ribellione da parte di Minardi, decide di arrendersi. L'esercito e i mercenari se ne vanno, lasciando soli Averill, Bridges e i pochi coloni sopravvissuti in una vallata piena di cadaveri.
Poco tempo dopo, alla capanna di Ella, lei, Averill e Bridges si preparano ad andarsene per sempre dal Wyoming, ma subiscono un'imboscata da Canton e altri due uomini, probabilmente appartenenti alla banda di mercenari. Nello scontro a fuoco che segue un assalitore, Bridges e Ella vengono uccisi, mentre Averill spara due colpi a Canton, colpendolo al petto e uccidendolo. L'assalitore sopravvissuto fugge, mentre Averill tiene il corpo di Ella tra le sue braccia piangendo addolorato.

### Epilogo
Più di dieci anni dopo un aristocratico ma più anziano Averill passeggia sul ponte del suo yacht al largo di Newport, nel Rhode Island. Va sottocoperta, dove un'attraente donna di mezz'età sta dormendo in un boudoir di lusso. Averill la guarda, senza dire nulla. La donna, che è la sua vecchia fidanzata di Harvard (forse ora sua moglie), si sveglia e gli chiede una sigaretta. In silenzio, Averill l'accontenta e ritorna sul ponte, solo e rattristato, ripensando amaramente ai tempi in cui era lo sceriffo della contea di Johnson, e a come non sia riuscito ad impedire il genocidio dei coloni e la morte di Ella e Champion.

## Produzione

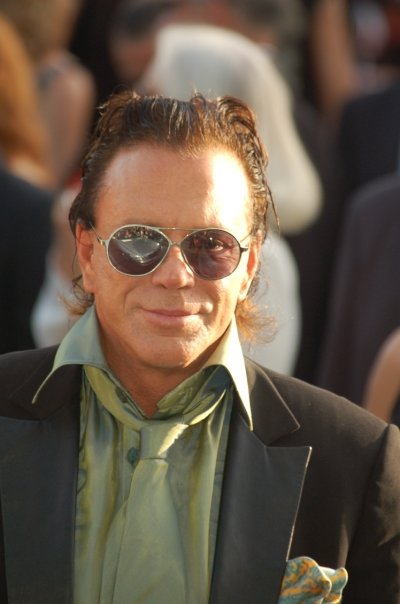
Mickey Rourke compare in un piccolo cameo all'interno del film

Il film passò alla storia poiché costò il fallimento alla United Artists a causa degli enormi costi di produzione e degli scarsi incassi: costò infatti 44 milioni di dollari, mentre il budget iniziale ne prevedeva solamente 7 e mezzo, ed incassò negli USA solamente 3 milioni. Inoltre stroncò la carriera dell'allora promettente e visionario regista Cimino, autore appena due anni prima del pluripremiato Il cacciatore.
La pellicola compare frequentemente nelle liste dei peggiori film della storia del cinema, anche se viene talora considerato un cult "maledetto", le cui principali colpe sarebbero state quelle di cercare di sgretolare le fondamenta culturali del sogno americano e di denigrare l'alba del moderno capitalismo americano. A tal proposito, in un'intervista concessa al New York Times nel 2012, Kris Kristofferson rivelò di aver udito all'epoca William French Smith, procuratore generale degli Stati Uniti durante l'amministrazione Reagan, dichiarare ai produttori del film che in futuro non si sarebbero dovute più realizzare pellicole inerenti ad avvenimenti della storia americana ricostruiti in un'ottica negativa.
Il titolo della pellicola deriva dallo stanzone in cui un centinaio di slavi immigrati nel Wyoming si raccolgono per ballare e cantare nei giorni di festa. La sala è chiamata Heaven's Gate, ed è il luogo dove essi si riuniscono e agitano i fogli dei loro diritti e delle loro piccole proprietà. La trama è ispirata a un fatto storico realmente accaduto nella contea di Johnson, conosciuto con il nome di battaglia di Johnson County. La contea di Johnson si trova nel Wyoming, uno stato all'avanguardia nei diritti civili, essendo stato il primo al mondo a concedere il diritto di voto alle donne nel 1869.
Nel film, che ha ispirato la poesia di Raymond Carver Il giocoliere de I cancelli del cielo, dedicata a Michael Cimino, si segnala la prima collaborazione tra il regista e l'attore Mickey Rourke.

## Accoglienza
Il 18 novembre 1980 I cancelli del cielo fu proiettato alla "prima" di New York, ricevendo un'accoglienza fortemente negativa da parte della critica: tra i vari commenti affossanti rimane celebre la recensione di Jack Canby, che sulle pagine del New York Times definì la pellicola "un disastro inqualificabile".
Il giorno dopo il film uscì nei cinema statunitensi ottenendo scarsissimi riscontri commerciali, venendo presto ritirato; tornò in distribuzione dopo aver subito un'ulteriore drastica riduzione al montaggio. Fu presentato ad una nuova anteprima a Los Angeles il 23 aprile 1981 per poi essere di nuovo proiettato nelle sale dal giorno successivo; anche questa versione però non risollevò le sorti del film, destinato a diventare al tempo il più grande fiasco commerciale della storia del cinema, al punto di spingere le major hollywoodiane a non realizzare più western per diversi anni. Oltre a ciò finì l'epoca in cui ai registi-autori cinematografici veniva concessa dai produttori totale libertà creativa nel realizzare film ambiziosi e costosi.
Nel maggio del 1981 il film partecipò in concorso al Festival di Cannes. L'opera di Cimino ottenne il premio come peggior regia alla cerimonia dei Razzie Awards 1981.
Dal 1982 al 1988 la tv via cavo statunitense Z Channel cominciò a mandare in onda la director's cut, suscitando notevole consenso.
Nel luglio del 1985 fu pubblicato il libro Final Cut di Steven Bach, dirigente della United Artists al tempo dei noti fatti, nel quale venivano descritte le disastrose vicende della realizzazione de I cancelli del cielo. Questa rievocazione scritta contribuì a far risorgere interesse nei confronti dell'opera, giungendo al punto di salvarla dall'oblio rendendola «... come una specie di leggenda di un genere o di un altro», secondo le parole del critico cinematografico Bruce Goldstein, direttore della sala cinematografica Film Forum di New York.
Il 30 agosto 2012 il film è stato proiettato, in versione restaurata digitalmente, al Festival di Venezia.
Il dizionario del cinema western della casa editrice Electa classifica I cancelli del cielo tra i dieci capolavori del genere.

## Riconoscimenti
- 1982 - Premio Oscar[12]
  - Candidato per la migliore scenografia a Tambi Larsen e James L. Berkey
- 1981 - Festival di Cannes
  - Candidato per la Palma d'oro a Michael Cimino

## Versioni

Logo della United Artists

La prima edizione dell'opera, che fu mostrata da Cimino ai dirigenti della United Artists al termine delle riprese,, aveva 325 minuti (5 ore e 25 min) di durata. I produttori imposero allora una drastica riduzione della pellicola: in particolare ne risentì la parte della battaglia, in origine molto più estesa, secondo Steven Bach pari da sola alla lunghezza della maggior parte dei film mai realizzati. La durata fu quindi portata a 219 minuti (3 ore e 39 min); quest'ultima versione fu presentata alla "prima" newyorkese.
A causa dell'accoglienza negativa, la United Artists decise di accorciare ulteriormente la pellicola fino a 149 minuti (2 ore e 29 min). L'edizione più volte trasmessa da Z Channel corrisponde alla director's cut, che poi fu pubblicata in DVD per il mercato anglosassone nel febbraio del 2000.
La director's cut restaurata presentata a Venezia è di 216 minuti. Questa versione è stata trasmessa su Rai Movie il 20 settembre 2014 (dopo che un problema tecnico ne aveva compromesso la trasmissione il 6 settembre), risincronizzando le battute doppiate all'epoca della distribuzione in sala della versione da 149 minuti e sottotitolando quelle rimaste in inglese. A partire dal 25 agosto 2016, la director's cut, interamente in inglese con sottotitoli, è stata distribuita in cinema selezionati del territorio nazionale dalla Cineteca di Bologna come parte della rassegna "Il cinema ritrovato".